# 經典物理學

按照尺寸與速度分類，物理學的四大領域。

按照尺寸与速度分类，物理学的四大领域。

經典物理學（classical physics）所涉及的物理學領域，通常是一些在量子力學與相對論之前發展出來的理論。經典物理學所概括的精確範圍必須依上下文而定。當研討狹義相對論時，經典物理學指的是在相對論之前的牛頓物理，也就是說，以在相對論與量子力學之前所發展出來的理論為基礎的物理學。當研討廣義相對論時，經典物理學指的是將狹義相對論納入考量後的牛頓物理。當研討量子力學時，它指的是包括狹義相對論與廣義相對論在內的非量子物理。換句話說，它指的是在所研討的物理領域之前形成的物理學。

## 簡介
經典物理包括以下學術領域
- 經典力學
  - 牛頓運動定律
  - 經典拉格朗日力學與哈密頓力學
- 經典電動力學（馬克士威方程組）
- 經典熱力學
- 經典混沌理論與非線性動力學

## 和現代物理學的比較
與經典物理對比，現代物理學（modern physics）是一個較籠統的詞語。它有時只是專指量子物理學；有時則廣含二十、二十一世紀的物理學，可能包括了相對論，也可能包括量子力學。
一個在經典層級內的物理系統（physical system），必須遵守所有經典物理的定律。這些經典定律的應用範圍並沒有任何限制。
實際而言，經典物理研究的對象是在原子或分子尺寸以上。這包括肉眼可見的與天文的境界。小於這尺寸，例如，在原子的內部，或在分子內部原子與原子之間，經典物理的定律開始失效，無法給予一個正確的描述。在長度尺度和場強度大小夠大，可以省略量子力學效應的場合，電磁場和電磁力可以用經典電動力學來描述。完全決定論（principle of complete determinism）是經典物理裏一個很重要的特點，是經典物理與量子物理明顯的分界線。
若將經典物理視為非相對論的物理學，一般相對論和特殊相對論的預測都和經典物理學的結果不同，特別在時間的流逝、空間的幾何、自由落體的運動、以及光的傳播上。以往，曾將光解釋為在靜止介質以太中傳播，以便讓經典力學和相對論可以協調，不過後來證實以太不存在。

## 和量子力學的比較
用數學表述，經典物理方程式內絕對不會有普朗克常數的出現。依照对应原理和埃倫費斯特定理，若系統較大或質量較大（作用量超大於普朗克常數），經典物理的特徵傾向就會出現，不過仍有些例外（例如超流体）。因此在日常領域上，可以不考慮量子力學，只考慮經典物理學。經典量子對應問題是探討量子物理的定律如何怎樣轉變為經典物理學。

## 參閱
- 經典物理術語
- 舊量子論
- 經典力學方程列表